# Wind in the Wires
Wind in the Wires è il secondo album del cantautore britannico Patrick Wolf, pubblicato dall'etichetta discografica Tomlab il 2 febbraio 2005.
L'album, che presenta un suono tipicamente folk, è stato prodotto in onore delle origini del cantautore, risalenti alla Cornovaglia e all'Irlanda, e parla in particolare di tradizioni e leggende di quelle zone.
Dal CD sono stati tratti tre singoli di successo: The Libertine, brano estremamente accurato e dalle frasi azzeccate, che invita alla ribellione, Wind in the Wires e Tristan, che parla della leggenda di Tristano ed Isotta, dal noto racconto epico di Alfred Tennyson).

## Tracce
1. The Libertine – 4:23
2. Teignmouth – 4:50
3. The Shadow Sea – 0:37
4. Wind in the Wires – 4:18
5. The Railway House – 2:24
6. The Gypsy King – 3:08
7. Apparition – 1:16
8. Ghost Song – 3:13
9. This Weather – 4:35
10. Jacob's Ladder – 1:21
11. Tristan – 2:36
12. Eulogy – 1:44
13. Land's End – 7:06